# Station Ostrowiec Świętokrzyski Huta
Station Ostrowiec Świętokrzyski Huta is een spoorwegstation in de Poolse plaats Ostrowiec Świętokrzyski.